# Батшеги, Тато
Тато Батшеги (англ. Thato Batshegi; род. 27 апреля 1988) — ботсванский боксёр, представитель лёгкой и полулёгкой весовых категорий. Выступал за сборную Ботсваны по боксу во второй половине 2000-х годов, победитель и призёр многих турниров международного значения, участник летних Олимпийских игр в Пекине.

## Биография
Тато Батшеги родился 27 апреля 1988 года.
Дебютировал на взрослом международном уровне в сезоне 2006 года, когда вошёл в основной состав ботсванской национальной сборной и выступил на Играх Содружества в Мельбурне, где, тем не менее, остановился уже на предварительном этапе полулёгкой весовой категории.
В 2007 году боксировал на Всеафриканских играх в Алжире и на чемпионате мира в Чикаго, однако был далёк здесь от попадания в число призёров.
На ботсванском национальном первенстве 2008 года в Габороне стал серебряным призёром в лёгком весе. На первой африканской олимпийской квалификации в Алжире выбыл из борьбы уже на ранней стадии, уступив местному алжирскому боксёру Абделькадеру Шади, тогда как на второй африканской олимпийской квалификации в Виндхуке сумел дойти до финала — тем самым удостоился права защищать честь страны на летних Олимпийских играх в Пекине. Уже в стартовом поединке категории до 57 кг со счётом 4:14 потерпел поражение от грузина Николоса Изории и сразу же прекратил борьбу за медали.
После пекинской Олимпиады Батшеги больше не показывал сколько-нибудь значимых результатов на международной арене, хотя ещё достаточно долго оставался действующим боксёром и продолжал принимать участие в различных региональных турнирах. Так, в 2012 году он выиграл серебряную медаль в лёгком весе на чемпионате Ботсваны в Габороне.
В 2014 году попробовал себя на профессиональном уровне, проиграл свой дебютный поединок единогласным решением судей и на этом завершил спортивную карьеру.